# Trận đồn Kiên Giang

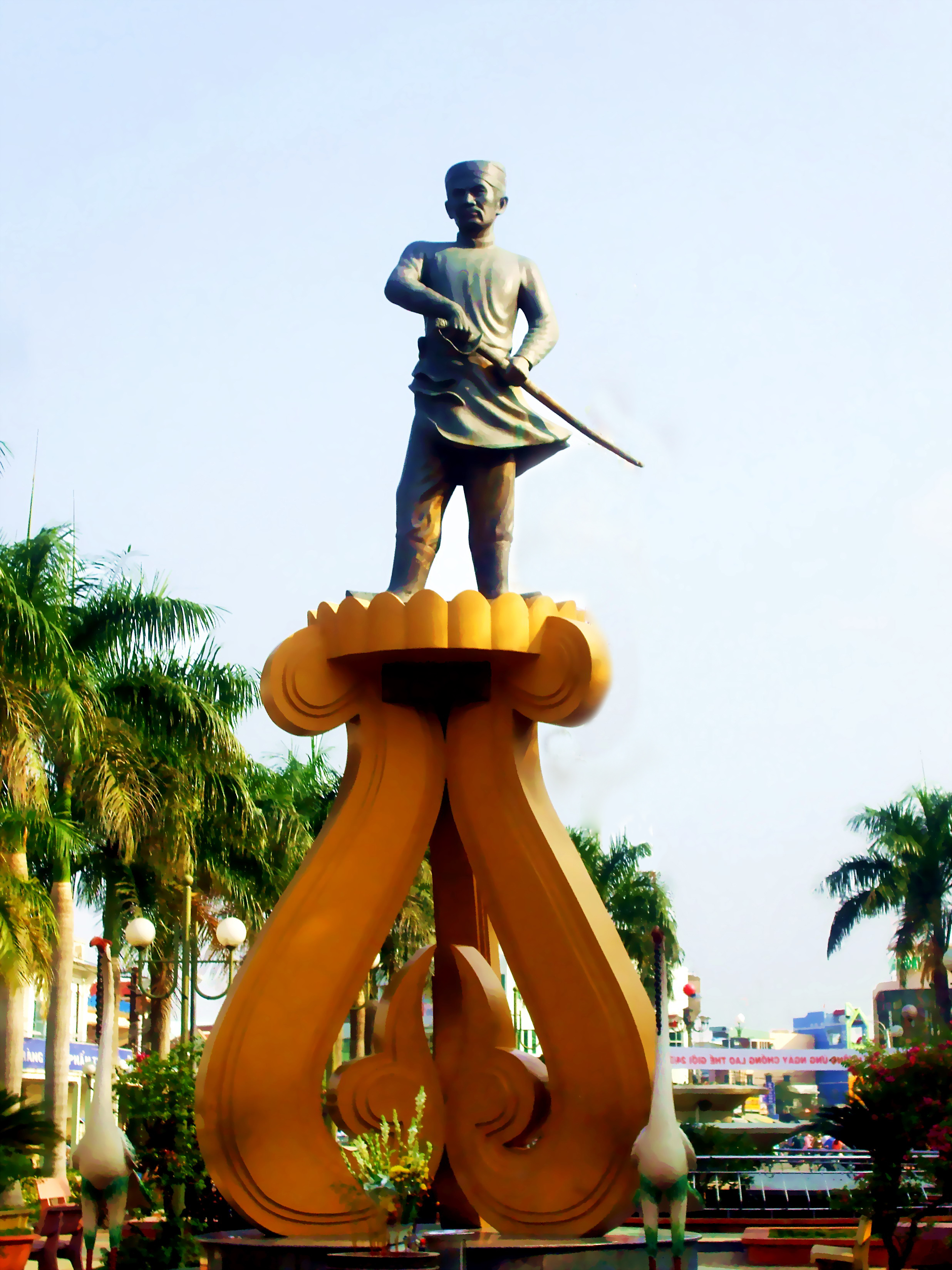
Tượng đài Nguyễn Trung Trực tại công viên trung tâm thành phố Rạch Giá

Trận đồn Kiên Giang hay trận đồn Rạch Giá xảy ra vào ngày 16 tháng 6 năm 1868 và kết thúc khoảng 5 ngày sau đó. Cuộc đánh chiếm này do Nguyễn Trung Trực khởi xướng, và đã gây cho Pháp nhiều thiệt hại. Tuy quân Việt làm chủ tòa thành có 5 ngày, nhưng sự kiện này đã được tác giả George Diirrwell đánh giá là một sự kiện bi thảm (un événement tragique) của thực dân Pháp ở Việt Nam.

## Trước trận chiến
Sau lần đốt được tàu L’Espérance của Pháp tại vàm sông Nhật Tảo (Long An), Nguyễn Trung Trực cùng nghĩa quân tiếp tục chiến đấu qua lại trên các địa bàn Gia Định, Biên Hòa.
Đến khi Hòa ước Nhâm Tuất 1862, ba tỉnh miền Đông lọt vào tay Pháp, Nguyễn Trung Trực nhận chức Lãnh binh, rút quân về hoạt động ở ba tỉnh miền Tây. Đầu năm 1867, ông được triều đình phong chức Hà Tiên thành thủ úy để trấn giữ đất Hà Tiên, nhưng chưa kịp đến nơi thì tòa thành này đã bị quân Pháp chiếm vào ngày 24 tháng 6 năm 1867. Không theo lệnh triều đình rút quân ra Bình Thuận, Nguyễn Trung Trực đem quân về lập chiến khu ở Sân chim (tả ngạn sông Cái Lớn, huyện An Biên, tỉnh Kiên Giang). Từ nơi này, ông lại dẫn quân đến Hòn Chông (nay thuộc xã Bình An, huyện Kiên Lương, tỉnh Kiên Giang, lập thêm căn cứ kháng Pháp.

## Chuẩn bị
Ở Hòn Chông, Nguyễn Trung Trực thường giả dạng đi nhiều nơi, để vận động những người có cùng chí hướng (trong số đó có cả hương chức, Hoa - Khmer) cùng tham gia công cuộc đánh đuổi ngoại xâm.
Một lần, có người giới thiệu ông đến Tà Niên tìm gặp Lâm Quang Ky. Do tương đồng chí hướng, Nguyễn Trung Trực nhận ông Ky cùng 4 người bạn thân của ông Ky, đó là: Trịnh Văn Tư, Hồng Văn Ngàn, Ngô Văn Búp và Nguyễn Văn Niên vào đội ngũ kháng Pháp.
Ở đó được năm hôm để tìm hiểu và cân nhắc, Nguyễn Trung Trực đã quyết định chọn vùng đất này, làm điểm tập trung quân và xuất phát để tấn công đồn Kiên Giang do Trung úy Sauterne chỉ huy.

### Đánh chiếm đồn
Sau khi nắm được tình hình của đối phương và tập trung xong lực lượng; vào khoảng nửa đêm ngày 16 tháng 6 năm 1868, Nguyễn Trung Trực cùng đoàn nghĩa quân bất ngờ dùng ghe chèo di chuyển theo bờ biển, đổ bộ lên bờ rạch Lăng Ông (Rạch Giá).
Sau khi hợp quân với đoàn nghĩa quân đến từ Hòn Chông, khoảng 4 giờ sáng, Nguyễn Trung Trực cho người lẻn vào giết chết lính canh, rồi phát lệnh tấn công. Lập tức, người thì trèo tường, người thì phá cổng...Đang lúc say ngủ, quân Pháp không kịp phản ứng gì, nên đồn bị nghĩa quân chiếm lĩnh khá nhanh chóng...
Tác giả Alfred Schreiner thuật trận đánh đồn Kiên Giang như sau:
Đồn Rạch Giá bị tấn công lúc 4 giờ sáng ngày 16 tháng 6 năm 1868. Trung úy hải quân kiêm thanh tra địa phương, người ở đây gọi là Chánh Phèn, vì bộ râu vàng hoe, là một trong những người bị giết trước tiên. Trung úy Sauterne chỉ huy đồn lính bị giết chết sau một chập chống trả mãnh liệt. Đồn này gồm 30 người, ngủ say cạnh những khẩu súng của họ đều bị hạ sát. Khoảng 12 người họp lại mở vòng vây chạy tản mác vào làng. Vì lạ người lạ cảnh, họ bị giết lần lượt bằng chĩa ba, chỉ trừ Duplessis, tên này chạy trốn trong lùm bụi và được một ông lão và một người đàn bà Việt Nam cho ăn. Một viên chủ của sở thâu thuế tự vệ một lúc lâu bằng súng, cuối cùng cũng bị hạ sát với đứa con gái và đứa con trai nhỏ. Mấy tên thông ngôn và viên chức Việt nam làm việc cho người Pháp bị bắt và bị giết vừa lúc quân Pháp vừa lúc quân Pháp trở lại (phản công). Lúc Pháp tái chiếm Rạch Giá, những người Cao Miên quanh vùng dẫn tên Duplessis cho Thiếu tá Ausart và bắt đầu lục soát tìm bắt nghĩa quân...

### Bị phản công

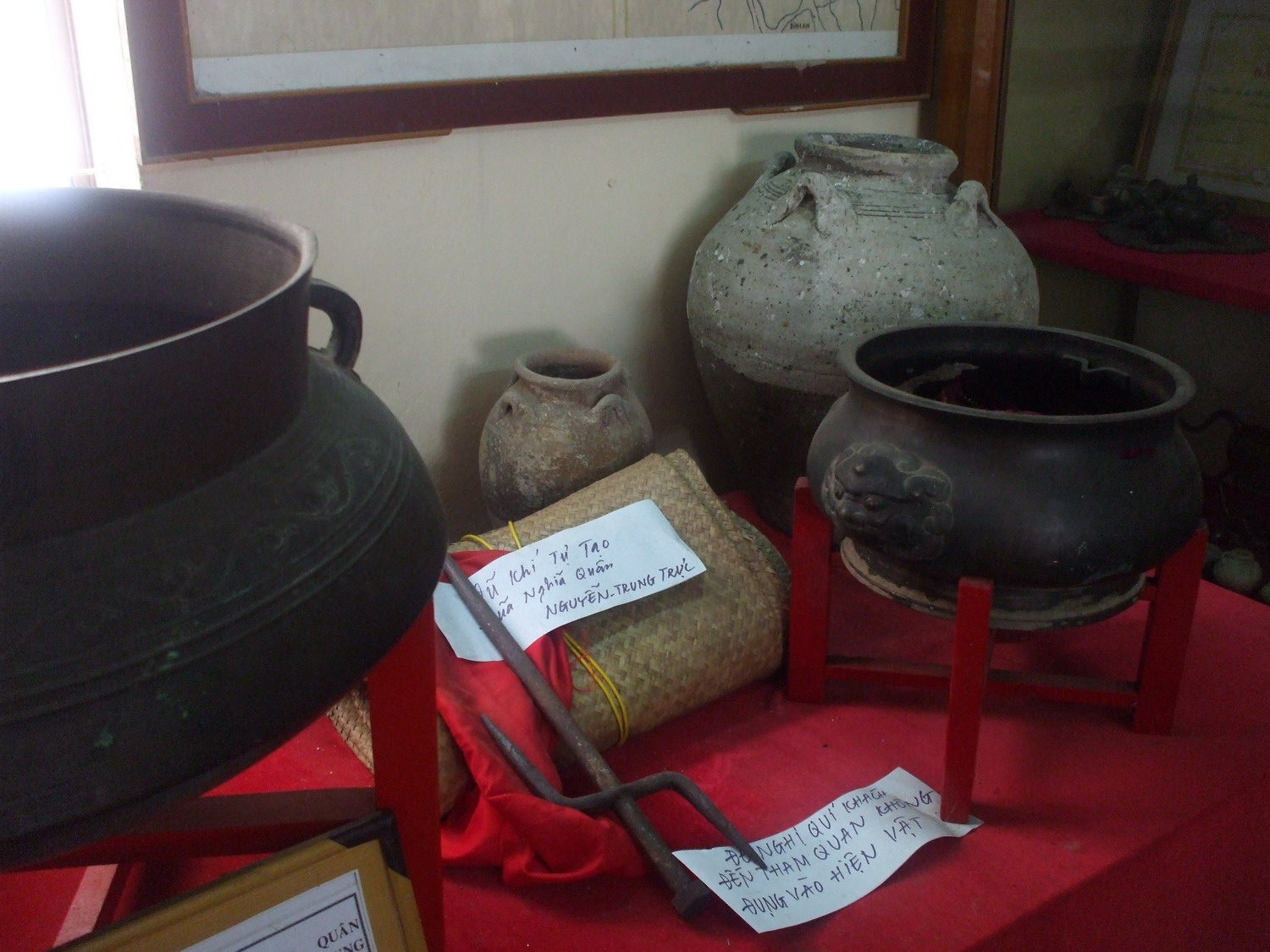
Nồi đồng dùng để nấu ăn và vũ khí tự tạo của nghĩa quân Nguyễn Trung Trực đã sử dụng tại Ba Trại, Hòn Chông.

Hai ngày sau (ngày 18 tháng 6 năm 1868), Bộ chỉ huy Pháp ở Mỹ Tho mới nhận được tin dữ, liền cử Thiếu tá hải quân A. Léonard Ausart mang quân từ Vĩnh Long sang tiếp cứu. Trong đội quân này, có Đại úy Dismuratin, chỉ huy một phân đội lính thủy đánh bộ, Trung úy Taradel chỉ huy phân đội lính mã tà. Ngoài ra còn có Trung úy Hải quân Richard, Tổng đốc Lộc, Tổng Đốc Phương đi theo làm phụ tá...
Đến ngày 21, đoàn quân trên theo kênh Thoại Hà, mặc dù có cản ở Ba Bần và Trà Kên do lực lượng Trần Văn Thành cùng đông đảo người dân Núi Sập thiết lập, nhưng họ vẫn tiến đến Sọc Suông (nay thuộc xã Tân Hội, huyện Tân Hiệp, Kiên Giang). Dọc đường, nhiều lần nghĩa quân ra sức đã chống ngăn, nhưng trước vũ khí quá mạnh của đối phương, Nguyễn Trung Trực đành phải cho quân rút vào đồn Rạch Giá, rồi rút tiếp ra Hòn Chông (Kiên Lương). Một số nghĩa quân theo không kịp, chạy trốn tản mác tại Rạch Giông (cách chợ Rạch Giá khoảng 3 km) và Rạch Kim Quy (nay thuộc xã Vân Khánh Đông, huyện An Minh, Kiên Giang). Ngay sau khi tái chiếm đồn, A. Léonard Ausart liền sai lính đi tìm bắt các nghĩa quân đang lẩn trốn...

### Thiệt hại
Sau trận đồn Rạch Giá, hai bên đã bị thiệt hại như sau:
- Về phía Pháp có 5 sĩ quan Pháp, trong số đó có Chủ tỉnh là tham biện Chánh Phèn[9], 67 lính (gồm người Pháp & người Việt) bị giết chết. Bị nghĩa quân đoạt mất khoảng trăm khẩu súng đủ loại cùng nhiều đạn dược.[10]

Nhưng cái thiệt hại to lớn hơn cả, đó là lần đầu tiên, lực lượng nghĩa quân Việt đã chủ động đến đánh thực dân Pháp ngay tại trung tâm đầu não của tỉnh. 
Cho nên, khi nhận tin Chủ tỉnh Rạch Giá cùng vài sĩ quan khác bị giết ngay tại trận, George Diirrwell đã gọi đây là một sự kiện bi thảm (un événement tragique).
- Về phía quân dân Việt, không có con số thiệt hại. Các sách đã dẫn chỉ ghi chung chung là: Khi quân Pháp tái chiếm đồn Kiên Giang, một số nghĩa quân hy sinh, một số bị bắt. Riêng sách Lược sử Đình Vĩnh Hòa Hiệp, có một chi tiết, đó là trong số bị bắt có Phó tướng Lâm Văn Ky và 4 người bạn thân ông là Trịnh Văn Tư, Hồng Văn Ngàn, Ngô Văn Búp, Nguyễn Văn Niên. Sau, Lâm Quang Ky và ông Tư, ông Búp đều bị Pháp chém chết ngày 1 tháng 7 năm 1868. Ông Niên bị thực dân đày ra Côn Đảo 12 năm, sau khi thả về ông bị mù và chết tại làng Vĩnh Hòa Hiệp; phần ông Ngàn, tài liệu này không cho biết gì[11].

## Biên bản hỏi cung
Trích:

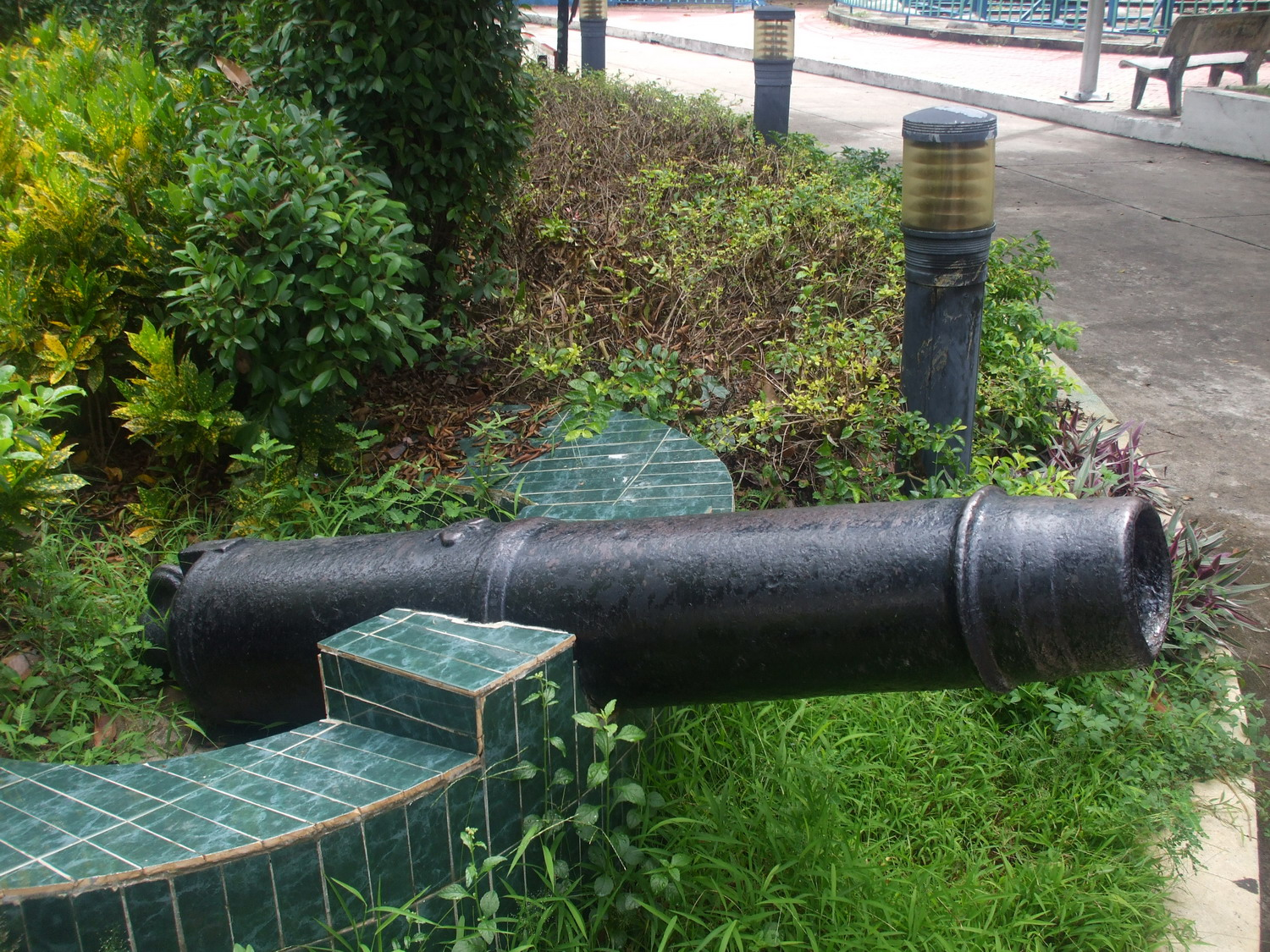
Đại bác đồn Kiên Giang xưa, nay được trưng bày tại Cung Thiếu nhi TP. Rạch Giá.

Ngục thất trung ương Sài Gòn (tức Khám Lớn Sài Gòn) ngày, tháng:...
-Đại úy Piquet, thanh tra bổn quốc sự vụ, hỏi:...
-Nguyễn Trung Trực đáp:...Tôi đi từ Hòn Chông đến Rạch Giá, Tà Niên bằng ghe và tôi tập hợp hợp dễ dàng khoảng trăm người, bốn mươi tám giờ sau khi tôi đến, tôi đổ bộ tại Rạch Giá lúc nửa đêm.
Từ đây trở đi, chỉ dùng chữ hỏi và đáp:
-Hỏi: Chú có thứ vũ khí gì?
-Đáp: Tôi chỉ có giáo.
-Hỏi: Chú có biết các sĩ quan Lang Sa được mách bảo trước không?
-Đáp: (Có) tên Lượng mách bảo. Dầu vậy, chúng tôi quả quyết rằng tất cả đều ngủ và không làm được một cuộc biểu dương nào. Lúc bấy giờ là 4 giờ sáng và trời tối đen dày đặc.
-Hỏi: Có lính gác Lang sa nào canh đồn không?
-Đáp: Có hai lính canh ngủ bên cạnh súng của họ và họ bị hạ sát trước tiên.
-Hỏi: Viên thanh tra và viên trưởng đồn bị giết cách nào?
-Đáp: Tôi không thể cho biết một chi tiết nào rõ ràng về việc đó. Lệnh là phải giết tất cả người Lang sa và chỉ sáng ra tôi mới biết được số người chết. Hai viên sĩ quan này đã chết từ lâu, họ đã ngã gục ngay từ đầu.
-Hỏi: Những lính Lang Sa khi lấy lại bình tĩnh, có họp lại tự vệ không?
-Đáp: Có, khoảng 10 người tự vệ trong một giờ, nhưng chúng tôi vây bức quá khiến họ không nạp đạn được ba lần.
-Hỏi: Có mấy người lính Lang Sa thoát khỏi đồn?
-Đáp: Năm, bị bắt lại trong buổi sáng. Hai người trong nhóm muốn kháng cự, tôi cho hạ sát. Còn ba người kia bị giam tại nhà làng cùng với những viên chức, những viên thông ngôn trong Tòa Bố và một số người Thiên Chúa giáo.
-Hỏi: Tại sao chú ra lệnh giết họ?
-Đáp: Không phải tôi và không bao giờ tôi muốn làm vậy. Khi tôi hay tin những đoàn lính Lang Sa tới tái chiếm đồn, tôi liền đi ra cản. Tôi để ông Lâm Văn Ky (tức Lâm Quang Ky), con của ông Cai tổng ở Rạch Giá thay tôi (chỉ huy). Trong lúc đi vắng tôi đã không ra lệnh, ông Ky đã chém đầu tất cả những người Thiên Chúa giáo và ba người Lang Sa. Khi tôi trở lại Rạch Giá trước sự đuổi theo của lính Lang Sa, cuộc hạ sát đã gần kết thúc và đến lượt viên thông ngôn Chomb. Tôi cho phóng thích và tôi lên ghe đi ngay.
Tới đây, Nguyễn Trung Trực nhìn qua phía thông ngôn, nói: Anh có mặt ở đây, (nên) xác nhận rằng tôi đã cứu mạng anh. Có thể anh có ảnh hưởng do địa vị thông ngôn của anh. Tôi chỉ yêu cầu anh dùng ảnh hưởng ấy để xin cho tôi được chết ngay.
-Hỏi: Tại sao chú cho giết chết nhân viên của sở thâu thuế nha phiến?
-Đáp: Hắn đã ra tay trước khi người ta chưa muốn tấn công hắn, (và) vì hắn đã giết ba hoặc bốn người Việt Nam, tôi không thể tha thứ cho hắn được.
-Hỏi: Vì sao mang cấp bực cao, chú lại nghe lời (đánh đồn Rạch Giá) của những người có thành tích xấu như Quản Cầu, Xã Lý và bà Đỏ. Tôi không cần nhắc thành tích của ba người đó, nhứt là bà Đỏ.
-Đáp: Tôi không biết họ, tôi tưởng rằng họ được phái từ Huế hay Quảng Nam.
-Hỏi: Chú còn muốn nói thêm điều gì không?
-Đáp: Tôi cho biết rõ rằng tôi đã tự ý quy thuận lãnh binh Tấn. Vì hắn đến đảo, hắn bảo viết thơ yêu cầu tôi quy hàng, vì chúng tôi bị bao vây trong núi không có gì để sống, tôi bảo một người dân trói tôi và dẫn tôi đến Tấn. Nếu tôi muốn tiếp tục chiến đấu, hắn không bắt tôi được dễ dàng như thế...Số phận tôi đã đầy đủ, tôi đã không thành công trong việc cứu nguy nước tôi, tôi chỉ xin một điều là người ta kết liễu đời tôi càng sớm càng tốt và mong rằng người ta cho những đứa con của tôi lên Sài Gòn.
-Hỏi: Chú ở đâu khi rời Rạch Giá?
-Đáp: Ở Phú Quốc, tôi không đi đâu cho đến ngày tôi bị bắt...
-Hỏi: Xã Lý và bà Đỏ hiện giờ ở đâu?
-Đáp: Có khi trở vào núi và chắc họ sẽ chết đói.
-Hỏi: Hồi năm 1861 người ta gọi chú là gì?
-Đáp: Quản Lịch. Chính tôi làm nổ chiếc tàu đậu tại Nhật Tảo. Kế tôi ra Huế nơi tôi được bổ nhiệm chức Quản Cơ, và vài năm sau, tôi được phái đến Hà Tiên với chức vụ Thành thủ úy. (Nhưng) lúc đó quân Lang Sa đã chiếm Hà Tiên, tôi và gia đình lui về Hòn Chông...
Lời nhận xét của Đại úy Piquet sau khi lấy khẩu cung, là: Trực tỏ ra tự trọng và đầy khí phách.